# Relações entre Luxemburgo e Vietnã
As relações entre Luxemburgo e Vietnã foram estabelecidas em 1973. A representação de Luxemburgo no Vietnã é feita por meio de sua embaixada em Bangkok, na Tailândia. O Vietnã é representado em Luxemburgo por meio de sua embaixada em Bruxelas, na Bélgica.

## Apoio internacional mútuo
Em dezembro de 2008, o Vietnã pediu a Luxemburgo que apoiasse seus laços com a União Europeia. Por sua vez, o Vietnã está apoiando a candidatura de Luxemburgo ao cargo de membro não permanente do Conselho de Segurança da ONU.

## Relações comerciais
O Vietnã é um dos dez principais países do programa de cooperação para o desenvolvimento de Luxemburgo. Os países concordaram em criar uma estrutura legal para facilitar os laços comerciais. Em uma reunião entre o primeiro-ministro vietnamita, Nguyễn Tấn Dũng, e o primeiro-ministro de Luxemburgo, Jean-Claude Juncker, em setembro de 2006, ambos concordaram com a necessidade de impulsionar os laços comerciais bilaterais com base na combinação da tecnologia avançada de Luxemburgo e da força de trabalho intensiva do Vietnã. Em outubro de 2007, Nguyễn Tấn Dũng elogiou a cooperação das empresas luxemburguesas nas áreas de finanças e educação e expressou o desejo de impulsionar os laços bilaterais com Luxemburgo nessas áreas. Em dezembro de 2008, de acordo com o presidente da Assembleia Nacional do Vietnã, Nguyễn Phú Trọng, ainda havia muito potencial para uma maior cooperação econômica e comercial.

## Cooperação para o desenvolvimento
Luxemburgo prometeu ao Vietnã 35 milhões de euros em ajuda para o período de 2002 a 2005.